# Spejdernes Lejr 2017
Spejdernes Lejr 2017 var en spejderlejr for alle danske spejdere, der fandt sted den 22.–30. juli 2017 ved Sønderborg. Det var den anden udgave af Spejdernes Lejr, der første gang blev afviklet i Holstebro i 2012 og var den første danske spejderlejr, der samlede alle de internationalt anerkendte (WOSM og WAGGGS) danske spejderkorps. Den var med sine 37.334 deltagende spejdere den til dato største spejderlejr afholdt på dansk jord..
Spejdernes lejr 2017 havde ca 37.000 lejrdeltagere inkl. de ca. 4.000 såkaldte jobbere, der var store eller voksne spejdere, der på frivillig basis sørgede for at alt fungerede i denne store teltby. Lejren var vært for 4637 spejdere fra 44 lande, hvor Storbritannien udgjorde den største andel med 1165 spejdere. Fra starten har der også været en åben indbydelse til andre ungdomsorganisationer om at deltage på lige vilkår for at opleve spejdernes fællesskab.

## Baggrund
De fem korps, som er Dansk Spejderkorps Sydslesvig, Danske Baptisters Spejderkorps, De grønne pigespejdere, KFUM-spejderne i Danmark og Det Danske Spejderkorps, besluttede på et årsmøde den 1.-2. marts 2013 at gentage Spejdernes Lejr, der første gang blev afviklet i 2012.

### Valg af værtskommune
Ved ansøgningsfristen den 4. november 2013, havde 20 danske kommuner søgt om værtskabet for Spejdernes Lejr 2017. Den 20. februar 2014 indsnævres antallet til fire, hvorefter der blev indledt en ny fase, hvor et udvalg skulle vurdere kommunernes ansøgninger. De fire kommuner, der var med i opløbet, var:
| Kommune       | Sted                                 | Link til officiel ansøgning                           | Værtskommune |
| ------------- | ------------------------------------ | ----------------------------------------------------- | ------------ |
| Frederikshavn | Knivholt                             | Ansøgning Arkiveret 7. april 2014 hos Wayback Machine |              |
| Kerteminde    | -                                    | -                                                     |              |
| Slagelse      | -                                    | -                                                     |              |
| Sønderborg    | Tidl. militært øvelsesterræn v. byen | Ansøgning Arkiveret 7. april 2014 hos Wayback Machine | Ja           |

Valget af Sønderborg som værtsby, blev offentliggjort den 3. marts 2014.
Ydermere havde Ringsted, Aarhus og
Furesø kommuner meldt deres interesse, men blev fravalgt efter fase 1.

## Lejrområdet
Lejren lå på Kær Vestermark nord for Sønderborg, og var delt op i 5 underlejre med et fælles lejrtorv - Knudepunktet - centralt placeret. Fire af underlejrene (Broen, Tårnet, Møllen og Slottet) var udlagt til spejdernes teltlejre, mens den femte - Øen - blev primært beboet af Jobberne, der er lejrens hjælpere. Lejren grænsede op til Alssund mod vest, og mod nord landsbyen Kær. Hele området ligger i umiddelbar tilknytning til første frakørsel fra Sønderborgmotorvejen.
De forskellige underlejre rummede spejdere fra følgende kommuner/områder:
| Broen - Allerød - Esbjerg & Fanø - Fredensborg - Gentofte - Halsnæs - Herlev - Hvidovre - Høje-Taastrup - Ikast-Brande - Kalundborg - København 2 - Lolland/Guldborgsund - Morsø - Nordfyns - Ringsted - Stevns - Struer - Svendborg, Langeland og Ærø - Vejle - Viborg - Aabenraa - Sydslesvig vest - Aalborg - Aarhus 3 | Tårnet - Assens - Ballerup - Brønderslev - Favrskov - Gladsaxe - Helsingør - Herning - Holbæk - Horsens - Ishøj & Vallensbæk - Kerteminde - Kolding - København 4, Dragør og Tårnby - Mariagerfjord - Nyborg - Næstved - Roskilde - Rudersdal - Skive - Thisted - Tønder - Sydslesvig øst - Varde | Møllen - Bornholm - Brøndby & Glostrup - Egedal - Faxe - Fredericia - Frederikshavn - Faaborg-Midtfyn - Hillerød - Jammerbugt - København 1 - Lejre - Lemvig - Lyngby-Taarbæk - Randers - Rebild - Ringkøbing-Skjern - Silkeborg - Sorø - Sønderborg - Vejen - Aarhus 1 | Slottet - Albertslund - Billund - Frederiksberg og København 3 - Frederikssund - Furesø - Greve og Solrød - Gribskov - Haderslev - Hedensted - Hjørring - Holstebro - Hørsholm - Køge - Middelfart - Odder & Samsø - Odense - Odsherred - Rødovre - Skanderborg - Slagelse - Syddjurs & Norddjurs - Vesthimmerland - Vordingborg - Aarhus 2 |

## Programmet
Udover 2½ times aktivitetsperiode om formiddagene og 3 timer om eftermiddagene, hvor spejderne kunne vælge mellem en meget lang række aktiviteter, var der et par timer om aftenen, som var helliget særlige arrangementer:
- Søndag 2017-2145: Åbningslejrbål
- Mandag 1930-2230: Unge-event (14-17 år), der afsluttedes med en koncert med Pauline, Adam Daniel og Thomas Buttenschøn.
- Tirsdag 2000-2100: Gudstjeneste
- Onsdag eftermiddag var SynnejyskDaw for alle med kagebord, ringridning og snysk til aftensmad
- Torsdag 2000-2300: Voksen-event (18+-år)
- Fredag 1600-2030: Børne-event (10-13 år). Denne dag var også international dag med fokus på de mange udenlandske gæster. Der blev også holdt et infomøde om deltagelse på World Scout Jamboree 2019.
- Lørdag 930-1130 var der børneevent for de 3-9-årige.
- Lørdag 2030-2245: Afslutningslejrbål, der ligesom åbningslejrbålet blev streamet live på Facebook. Efter afslutningen spillede Scarlet Pleasure for de ældste spejdere.

## Aktiviteterne
Der var planlagt en uoverskuelig lang række aktiviteter og events i løbet af lejren. Visse aktiviteter skulle bookes på nettet før lejren, mens andre var drop-in-aktiviteter, der kunne besøges uden tilmelding. En af den første slags var deltagelse i DRTV-programmet Sommer Summarum, der sendte fra lejren 5 hverdagsformiddage.
En bemærkelsesværdig aktivitet var den såkaldte FAB Town, der var en række innovationsaktiviteter ud fra devisen om at spejderne er en bevægelse der følger med tiden og engagerer de unge mennesker i nuet og i fremtiden. Spejderarbejdet handler ikke kun om at færdes i naturen og klare sig selv - det handler også om life-skills. For 50 år siden lærte spejderne at slå op i en telefonbog, nu lærer de at programmere Arduino og 3d-printe.
Tirsdag eftermiddag var der et event med Kåre og Emil fra tv-programmet Store NØRD, der viste en række spændende eksperimenter.
Gennem hele lejren var der mulighed for at hoppe i verdens længste hoppeborg The Beast på 272 m.
Aktiviteten Tree Top World, hvor spejderne bl.a. kunne klatre i meget høje træer med klatretov, karabiner, hjelm og seler, fandt sted i Sønderskov på den anden side af Sønderborg.Aktiviteten blev sponseret af et overskud fra et frimærkesalg. Der blev udgivet et frimærke i anledning af H.K.H. Prinsesse Benediktes 70 års fødselsdag 29. april 2014, og det blev solgt med en merpris til fordel for spejderarbejdet. Prinsessen besluttede at pengene skulle gå til Spejdernes Lejr 2017, og hendes valg faldt på Tree Top World, da den ifølge prinsessen er Synlig, grænseoverskridende, kræver mod og er et udtryk for moderne spejderarbejde.
Fredag aften/nat var der Adventure Spejd Night for spejdergrenen og opefter til kl. 5 om morgenen.

## Officielle besøg
- På åbningsdagen lørdag d. 22. juli besøgte HKH Prinsesse Benedikte lejren. Hun er æresformand for lejrens præsidium, og har deltaget i planlægningen af lejren. Besøget er et ud af 3 planlagte besøg af prinsessen.
  - Den danske statsminister Lars Løkke Rasmussen besøgte ligeledes lejren lørdag, ganske vist uofficielt.
- Ved åbningslejrbålet søndag d. 23. juli deltog borgmesteren for Sønderborg Kommune, Erik Lauritzen, med en tale til spejderne.
- Mandag d. 24. juli var lejren vært for et erhvervsevent, hvor et halvt hundrede erhvervsfolk, folketingsmedlemmer og lokalpolitikere mødtes til et oplæg om spejderarbejdet og hvad andre kan lære af det. Derefter blev de sendt på et lille spejderløb. Med til denne dag var bl.a. H.K.H. Prinsesse Benedikte, Mette Frederiksen, finansminister Kristian Jensen, Lasse Bolander, Lars Kolind, og Thomas Kirkeskov [11][12].
- Tirsdag d. 25. juli var sundhedsminister Ellen Trane Nørby på lejren, hvor hun bl.a. besøgte Madtropperne og FAB Town. Endvidere holdt Bertel Haarder foredrag om værdier i teltet "Tænkepausen".
- Onsdag d. 26. juli var borgmesterdag, hvor alle landets borgmestre var inviteret til at besøge lejren og deres respektive 'bysbørn'. Det var der pænt mange borgmestre og byrådsmedlemmer der gjorde. Københavns Kommune var blandt andet repræsenteret ved børne- og ungdomsborgmester Pia Allerslev. Ved denne lejlighed holdt lejrledelsen en borgmesterkonference. Mindst 48 borgmestre besøgte lejren og i alt var mindst 66 kommuner repræsenteret[13].
- Torsdag d. 27. juli var der reception for repræsentanter fra andre organisationer og samarbejdspartnere, hvor H.K.H. Prinsesse Benedikte var til stede på sit tredje besøg på lejren. Samme dag besøgtes lejren af regionsrådsformand Stephanie Lose, der også lagde turen omkring lejrhospitalet, som Region Syddanmark har bidraget til. Tidligere chefpolitiinspektør Per Larsen besøgte også lejren for at holde et foredrag om udsatte børn.

## Skejser
SL2017 var en kontantløs lejr - alle spejderne havde et såkaldt 'skejser'-armbånd. Det var et armbånd med en lille brik til trådløs betaling. Man kunne sætte penge ind før lejren, og forældrene kunne sætte et maksimum at købe for pr. dag, hvis de ikke mente at spejderen kunne administrere en uges lommepenge. Dette var en klar fordel, da spejderlederne så ikke skulle ligge inde med en kapital i mønter til den daglge udbetaling i 'lejrbanken', og der var ikke fare for at spejderne skulle tabe deres penge. Ordningen var i samarbejde med Pay4it.dk og Spar Nord, og udover lejrens egne butikker, kunne man betale med skejser en del steder i Sønderborg, og ligeledes i den burgerrestaurant, der ligger ved motorvejsafkørslen, og som i lejrugen nærmest lå i kanten af lejren.